# Кен-Суу (Ак-Суйский район)
Кен-Суу (кирг. Кең-Суу) — село в Ак-Суйском районе Иссык-Кульской области Кыргызстана. Входит в состав Энильчекского аильного округа.

## География
Село расположено в восточной части области, к северу от реки Сарыджаз, на расстоянии приблизительно 61 километра (по прямой) к востоко-юго-востоку от села Аксуу (Теплоключенка), административного центра района. Абсолютная высота — 2839 метров над уровнем моря.

## Население
Согласно оценочным данным Национального статистического комитета Кыргызской Республики, на начало 2023 года постоянное население в селе отсутствовало.
| год     | 2014 | 2015 | 2023 |
| ------- | ---- | ---- | ---- |
| человек | 49   | 14   | 0    |